# Ecuador International 2007
Die Ecuador International 2007 als offene internationale Meisterschaften von Ecuador im Badminton fanden vom 14. bis zum 16. März 2007 statt.

## Finalergebnisse
| Disziplin    | Sieger                            | Finalist                            | Ergebnis     |
| ------------ | --------------------------------- | ----------------------------------- | ------------ |
| Herreneinzel | Brice Leverdez                    | Ricardo Fernandes                   | 21–16, 21–17 |
| Dameneinzel  | Yoana Martínez                    | Filipa Lamy                         | 21-16, 21-11 |
| Herrendoppel | Francisco Ugaz Juan Jose Espinosa | Antonio de Vinatea Martín del Valle | 21–18, 21–17 |
| Damendoppel  | Ana Moura Filipa Lamy             | Valeria Rivero Jie Meng             | 21-16, 21-11 |
| Mixed        | Javier Jimeno Valeria Rivero      | Francisco Ugaz Jie Meng             | 21-19, 21-19 |